# 上海停车
上海停車是中華人民共和國上海市的上海市交通委员会與上海市道路运输管理局於2020年10月15日推出的一款可以查詢停車位位置、停车换乘資訊、停車預約和停車繳費的移動應用程序以及微信小程序，它共分為停车导航、停车换乘、枢纽停车、错峰共享、停车缴费、停车预约、停车充电和服务公告八大模塊。應用程序推出之初共提供4300多个公共停车场和收费道路停车场以及89万个公共泊位的資訊。2021年6月1日起，用戶可以通過該應用查詢能提供錯峰停車的地點。2022年8月，上海停车2.0版發佈。